# Nekrolog 1365
Nekrolog
◄◄
| ◄
| 1361
| 1362
| 1363
| 1364
| 1365 | 1366 | 1367 | 1368 | 1369 | ► | ►►
Weitere Ereignisse | Allgemeiner Nekrolog 1365
Die Beschreibung der verstorbenen Person sollte so kurz wie möglich gehalten sein und nur deren signifikante Tätigkeit(en) enthalten.
Neue Namen ggf. auch unter dem Geburts- und Sterbedatum, also etwa unter 1. Januar und im Geburts- und Sterbejahr (2024) eintragen (nur bei entsprechender großer Wichtigkeit). Für Beispiele siehe die schon vorhandenen Artikel.
Außerdem über die fünf zuletzt Verstorbenen, zu denen es einen ausreichend guten Artikel für eine Präsentation auf der Hauptseite gibt, nach der todesbedingten Überarbeitung der Artikel ggf. auch unter Wikipedia Diskussion:Hauptseite informieren und sie am besten auch in den anderen Wikipedia-Sprachversionen eintragen. Tipp: Regelmäßig bei news.google.de nach „ist tot“, „gestorben“ oder „verstorben“ suchen.
Wenn eine Person gestorben ist, gibt es viele Seiten zu dieser Person in der Wikipedia, die davon auch betroffen sind und entsprechend aktualisiert werden müssen. Beispiele: Namenübersichtsseite, Geburtsjahr, Geburtsort-Seiten und viele mehr.
Wie finde ich die betroffenen Seiten?
Im Suchfeld auf der linken Seite gibt man den Suchbegriff so ein: „Vorname Nachname“. Dann klickt man auf Volltext und alle Seiten mit entsprechendem Suchtext werden aufgerufen. Hier sieht man dann schnell, wo auch das Todesjahr Sinn macht oder sogar ein Teil des Artikels angepasst werden muss. Auch hilft das „Werkzeug“ auf der linken Seite sehr gut, um solche Seiten aufzufinden: „Links auf diese Seite“. Somit ist die Wikipedia wieder aktuell in allen Bereichen! Hinweis: bei Eintragung der Kategorie „Gestorben JAHR“ wird der Missbrauchsfilter 49 ausgelöst, was jedoch nicht schlimm ist. Siehe: Spezial:Missbrauchsfilter/49
Dies ist eine Liste von im Jahr 1365 verstorbenen bekannten Persönlichkeiten. Die Einträge erfolgen innerhalb der einzelnen Daten alphabetisch sortiert. Tiere sind im Nekrolog für Tiere zu finden.

## Januar
| Tag        | Name   | Beruf, bekannt als      | Alter | Beleg |
| ---------- | ------ | ----------------------- | ----- | ----- |
| 20. Januar | Johann | Graf von Nassau-Hadamar |       |       |

## Februar
| Tag         | Name       | Beruf, bekannt als                                 | Alter | Beleg |
| ----------- | ---------- | -------------------------------------------------- | ----- | ----- |
| 27. Februar | Ludwig VI. | Herzog von Oberbayern und Kurfürst von Brandenburg | 36    |       |

## März
| Tag     | Name                      | Beruf, bekannt als                                 | Alter | Beleg |
| ------- | ------------------------- | -------------------------------------------------- | ----- | ----- |
| 9. März | Friedrich der Straßburger | Graf von Hohenzollern                              |       |       |
| März    | Jean Bertrand             | Bischof von Lausanne und Erzbischof von Tarentaise |       |       |

## Mai
| Tag     | Name          | Beruf, bekannt als            | Alter | Beleg |
| ------- | ------------- | ----------------------------- | ----- | ----- |
| 1. Mai  | Konrad III.   | Graf von Rietberg (1347–1365) |       |       |
| 28. Mai | Roger de Pins | Großmeister der Johanniter    |       |       |

## Juni
| Tag      | Name                          | Beruf, bekannt als | Alter | Beleg |
| -------- | ----------------------------- | ------------------ | ----- | ----- |
| 30. Juni | Johann II. Senn von Münsingen | Bischof von Basel  |       |       |

## Juli
| Tag      | Name          | Beruf, bekannt als                       | Alter | Beleg |
| -------- | ------------- | ---------------------------------------- | ----- | ----- |
| 18. Juli | Lorenzo Celsi | 58. Doge von Venedig                     |       |       |
| 25. Juli | Friedrich I.  | Graf aus dem Geschlecht Weimar-Orlamünde |       |       |
| 27. Juli | Rudolf IV.    | Herzog von Österreich                    | 25    |       |

## August
| Tag        | Name                 | Beruf, bekannt als               | Alter | Beleg |
| ---------- | -------------------- | -------------------------------- | ----- | ----- |
| 12. August | Ortolf von Weißeneck | Erzbischof von Salzburg          |       |       |
| 22. August | Barnim IV.           | Herzog von Pommern-Wolgast-Rügen |       |       |

## September
| Tag           | Name                   | Beruf, bekannt als                                   | Alter | Beleg |
| ------------- | ---------------------- | ---------------------------------------------------- | ----- | ----- |
| 3. September  | Rudolf II. von Anhalt  | Domherr im Bistum Magdeburg und Bischof von Schwerin |       |       |
| 13. September | Johann von Lichtenberg | Bischof von Straßburg                                |       |       |
| 16. September | Berthold von Zollern   | Fürstbischof in Eichstätt                            |       |       |

## Oktober
| Tag         | Name                        | Beruf, bekannt als                 | Alter | Beleg |
| ----------- | --------------------------- | ---------------------------------- | ----- | ----- |
| 12. Oktober | Beatrix von Sizilien-Aragon | Ehefrau von Pfalzgraf Ruprecht II. |       |       |

## November
| Tag         | Name               | Beruf, bekannt als       | Alter | Beleg |
| ----------- | ------------------ | ------------------------ | ----- | ----- |
| 8. November | Niccolò Acciaiuoli | italienischer Staatsmann | 55    |       |

## Dezember
| Tag         | Name                          | Beruf, bekannt als | Alter | Beleg |
| ----------- | ----------------------------- | --- | ----- | ----- |
| 5. Dezember | Thomas de Lucy, 2. Baron Lucy | englischer Adliger und Militär                                                                                                   |       |       |
| 8. Dezember | Nikolaus II.                  | Herzog von Troppau (1318–1365) und Herzog von Ratibor (1337–1365), Kämmerer des Königreichs Böhmen und Landeshauptmann von Glatz |       |       |
| Dezember    | Leontius Pilatus              | Vermittler griechischer Sprache und Literatur zu Beginn der Renaissance                                                          |       |       |

## Datum unbekannt
| Tag | Name                 | Beruf, bekannt als                               | Alter | Beleg |
| --- | -------------------- | ------------------------------------------------ | ----- | ----- |
|     | Anna von Savoyen     | Kaiserin von Byzanz und Regentin                 |       |       |
|     | Johann Dargetzow     | Bürgermeister der Hansestadt Wismar              |       |       |
|     | Hermann Gallin       | Kaufmann und Bürgermeister der Hansestadt Lübeck |       |       |
|     | Heinrich             | Herr von Joinville und Graf von Vaudémont        |       |       |
|     | Branko Mladenović    | serbischer Sebastokrator, Statthalter von Ohrid  |       |       |
|     | Francesco Traini     | italienischer Maler                              |       |       |
|     | Gottschalk Warendorp | Kaufmann und Ratsherr der Hansestadt Lübeck      |       |       |